# Petit Fouleng
Le Petit Fouleng est un fromage de chèvre belge produit à Fouleng en Province de Hainaut.